# Eliezer Steinbarg
Eliezer Steinbarg, né le 18 mai 1880 à Lipcani en Bessarabie, qui faisait alors partie de l'Empire russe, aujourd'hui en Moldavie, et décédé le 27 mars 1932 à Tchernivtsi, était un fabuliste, pédagogue et homme de théâtre roumain en yiddish . Son vrai nom était Steinberg, mais il l'a changé pour éviter toute confusion avec son cousin Yehouda Steinberg.

## Biographie
Eliezer Steinbarg a vécu jusqu'en 1919 à Lipcani, sa ville natale, où il enseignait le yiddish et l'hébreu dans les écoles de la ville. Il publiait des contes, des articles, dans des journaux de Tchernivtsi, ville qu'une voie ferrée rendait proche. Il écrivait aussi des pièces de théâtre, qui étaient représentées dans les théâtres pour enfants de la ville (à Tchernivtsi plus tard) : Avrom-Avinu [L'ancêtre Abraham], Der Berdichever Rebe [Le Rebbe de Berdytchiv], Măhires-Iosef [La vente de Joseph comme esclave], Der Weiser hon [Le coq blanc].
Il était une sorte de champion de la cause du yiddish, qu'on désignait parfois comme la « langue des femmes », ou celle des juifs peu éduqués et s'est engagé, avec d'autres, pour son enseignement et sa préservation. En 1919 s'est créée l'association des écoles juives pour la Bucovine à Tchernivtsi. Du 7 au 9 janvier 1921, elle a tenu une conférence culturelle à laquelle Steinbarg a assisté, parmi les 56 délégués de l'association, et qui déboucha sur la création d'une fédération culturelle et de l'imprimerie Kultur. La même année encore, le premier livre édité par Kultur fut un livre d'école en yiddish, aux textes d'Eliezer Steinbarg, illustrations de Reuven Rubin, Arthur Kolnik et Salomon Lerner : Alef Beys.
Il dirigeait une école à Tchernivtsi, où il s'est efforcé d'introduire des principes de pédagogie modernes, par exemple des groupes formés par centres d'intérêt, qu'il a combinés aux méthodes traditionnelles. Il eut comme élève, entre autres, Josef Burg, sur la vocation duquel il eut une influence décisive. Son école formait aussi l'équivalent de ce qu'on appelle aujourd'hui des agents territoriaux spécialisés des écoles maternelles, qui pouvaient ensuite évoluer. Il y dirigeait aussi un groupe de théâtre pour enfants appelé Caméléon, et a participé à une résidence de vacances chaque été dans un faubourg de Vyjnytsia. Il a également passé un an au Brésil, vers 1929, mais lui comme son épouse ne supportaient guère le climat et ils sont revenus au bout de moins d'un an. L'école où il a exercé porte aujourd'hui son nom.  En 1932 est finalement survenue, de manière inattendue, sa mort des suites d'une appendicectomie, opération presque commune à l'époque déjà. Une foule importante s'est amassée à son enterrement, au cimetière juif de Tchernivtsi. Arthur Kolnik a sculpté sa pierre tombale.
En 1928, Kultur a publié un classeur contenant douze gravures sur bois d'Arthur Kolnik et douze fables d'Eliezer Steinbarg sous le titre Durkh di briln [À travers les lunettes]. Il s'agissait de la première édition de ses fables, il n'a vu que les épreuves de la deuxième, parue à titre posthume en 1932, bien avant l'édition israélienne ou la traduction en anglais de 2003. Haïm Bialik, en les recevant, écrivit qu'elles étaient l’œuvre d'un génie. Pour comprendre leur retentissement aujourd'hui, il faut considérer leur importante dimension orale : Steinbarg habitait chez le docteur Nute Rosenblatt, qui accueillait des récitations de ses fables sur son balcon en face du parc Schiller, exécutées par le comédien Hertz Grosbard devant un public nombreux et passionné.

## Influence
Outre Haïm Bialik précédemment mentionné, d'autres écrivains connaissaient les fables d'Eliezer Steinbarg et en ont été profondément influencés. On peut relever que Steinbarg incarnait une sorte de renouveau ordonné, rationnel, de la littérature yiddish. Itsik Manguer s'opposait en quelque sorte à lui : il était l'indiscipliné, le troubadour, l'anarchiste.  Rose Ausländer fut son élève, puis publia sporadiquement ses textes et sa biographe Cilly Helfrich analyse dans Es ist ein Aschensommer in der Welt: Rose Ausländer son influence sur elle. Paul Celan connaissait aussi ses fables, qu'il a reçues en cadeau à douze ans : sa fable préférée était celle de l'aiguille et de la baïonnette dont la réplique finale revient à l'aiguille : « Si je pique de la toile, il en sort une chemise ou une robe ; mais toi, si tu piques un homme, qu'est-ce qu'il peut en ressortir ? »
Il fait aussi partie de ce que l'on appelle toujours parfois l'Olympe de Lipcani (on l'appelait parfois l'Olympien), les autres membres de ce groupe étant Yehouda Steinberg, Eliezer Greenberg, Mihail Kaufman (père de Bel Kaufman), Jacob Sternberg, ou Moyshe Altman, tous originaires de la ville et juifs. L'un des derniers écrivains en yiddish de Tchernivtsi, Josef Burg, y a fondé un centre culturel, auquel il a donné le nom d'Eliezer Steinbarg. Les lectures et/ou interprétations de ses fables, parfois par des acteurs célèbres, persistent : on peut citer le 18 mars 2016, à la bibliothèque métropolitaine de Bucarest, un spectacle de Maia Morgenstern.

## Œuvres
- Mesholim, fables, Tchernivtsi, 1932.
- The Jewish Book of Fables, traduction de Curt Leviant, Syracuse University Press, 2003.